# Jimmy Mulville
Jimmy Mulville, właśc. James Thomas Mulville (ur. 5 stycznia 1955 w Liverpoolu) – brytyjski aktor, scenarzysta, prezenter i producent telewizyjny. Znany przede wszystkim jako współzałożyciel i wieloletni dyrektor zarządzający Hat Trick Productions, jednego z najważniejszych niezależnych producentów seriali i programów komediowych w Wielkiej Brytanii.

## Życiorys
Karierę sceniczną rozpoczął podczas studiów w zakresie romanistyki i filologii klasycznej w Jesus College na Uniwersytecie Cambridge , kiedy to występował w słynnym teatrze studenckim Footlights. Tam poznał Rory'ego McGratha, z którym stworzył stały duet estradowy. W 1977 został prezesem Footlights. Bezpośrednio po studiach podjął pracę w BBC, gdzie przez cztery lata pracował przy produkcji radiowych programów komediowych.
W 1983 telewizja Channel 4 rozpoczęła emisję serialu Who Dares Wins, w którym Mulville i McGrath byli głównymi wykonawcami i aktorami, a towarzyszyli im m.in. Philip Pope, Tony Robinson czy Julia Hills. Mulville i McGrath zajmowali się także produkcją serialu i w tym celu w 1986 założyli firmę Hat Trick Productions. Emisja Who Dares Wins trwała do 1988. Równolegle Mulville pracował jako producent i współscenarzysta przy serialu Alas Smith and Jones, którego gwiazdami byli Mel Smith i Griff Rhys Jones.
W latach 1988–1990 Mullvile i McGrath występowali w napisanym i wyprodukowanym przez siebie sitcomie Chelmsford 123, rozgrywającym się w II wieku po Chrystusie w podbitej przez Rzymian Brytanii. W 1991 wystąpił w serialu G.B.H., w którym kilkoro prominentnych aktorów znanych przede wszystkim z pracy w komedii, jak Michael Palin, Robert Lindsay, Julie Walters czy sam Mulville, wystąpiło w rolach dramatycznych.
W 1992 spółka autorska Mulville/McGrath rozpadła się. Rory McGrath został zmuszony do opuszczenia Hat Trick Productions, zaś Mulville jako dyrektor zarządzający tej firmy ograniczył własne występy aktorskie, skupiając się przede wszystkim na produkcji seriali i programów komediowych dla różnych telewizji, przede wszystkim jednak dla Channel 4. Jako producent kierował m.in. takimi projektami jak Ojciec Ted, Sto pociech, Have I Got News For You, The Kumars at No. 42, Worst Week, The Armstrong and Miller Show, The Royal Bodyguard czy Odcinki.

### Nagrody i wyróżnienia
W 1999 Mulville otrzymał nagrodę specjalną BAFTA im. Alana Clarke'a, przyzwaną osobom, które wniosły "wyróżniający się, kreatywny wkład w rozwój telewizji". Współlaureatką tego wyróżnienia została jego była żona i współzałożycielka Hat Trick Productions, Denise O'Donoghue. W 2003 Mulville i O'Donoghue znaleźli się również wspólnie na liście 50 najzabawniejszych osób i grup w brytyjskiej komedii, sporządzonej przez magazyn The Observer. Mulville jest również doktorem honoris causa University of Liverpool.